# Blinking Lights and Other Revelations
Blinking Lights and Other Revelations è il sesto album in studio (doppio CD) del gruppo musicale indie rock statunitense Eels, pubblicato nel 2005.

## Tracce
Disco 1
1. Theme from Blinking Lights – 1:44
2. From Which I Came/A Magic World – 3:13
3. Son of a Bitch – 2:27
4. Blinking Lights (For Me) – 2:01
5. Trouble with Dreams – 4:33
6. Marie Floating Over the Backyard – 2:03
7. Suicide Life – 2:41
8. In the Yard, Behind the Church – 4:05
9. Railroad Man – 4:16
10. The Other Shoe – 2:32
11. Last Time We Spoke – 2:22
12. Mother Mary – 3:21
13. Going Fetal – 2:21
14. Understanding Salesmen – 2:43
15. Theme for a Pretty Girl That Makes You Believe God Exists – 2:06
16. Checkout Blues – 2:27
17. Blinking Lights (For You) – 2:00

Disco 2
1. Dust of Ages – 2:21
2. Old Shit/New Shit – 3:17
3. Bride of Theme from Blinking Lights – 1:52
4. Hey Man (Now You're Really Living) – 3:02
5. I'm Going to Stop Pretending That I Didn't Break Your Heart – 3:56
6. To Lick Your Boots – 3:30
7. If You See Natalie – 3:41
8. Sweet Li'l Thing – 3:27
9. Dusk: A Peach in the Orchard – 1:17
10. Whatever Happened to Soy Bomb – 2:26
11. Ugly Love – 2:58
12. God's Silence – 1:26
13. Losing Streak – 2:52
14. Last Days of My Bitter Heart – 1:35
15. The Stars Shine in the Sky Tonight – 3:31
16. Things the Grandchildren Should Know – 5:22

## Formazione
- E - voce, chitarra, tastiere, melodica, percussioni
- Butch - batteria, percussioni
- The Chet - chitarra
- Koool G. Murder - basso
- Puddin' - batteria